# Justicia hians
Justicia hians är en akantusväxtart som först beskrevs av Brandeg., och fick sitt nu gällande namn av Brandeg.. Justicia hians ingår i släktet Justicia och familjen akantusväxter. Inga underarter finns listade i Catalogue of Life.